# 경북체육고등학교
경북체육고등학교(慶北體育高等學校)는 대한민국 경상북도 경산시 신교동에 있는 공립 고등학교이다.

## 학교 연혁
- 1972년 11월 11일 : 경북체육학교로 설립인가(9학급)
- 1973년 3월 1일 : 초대 김재근 교장 취임
- 1973년 4월 14일 : 개교식(대구고등학교 임시 교사)
- 1973년 6월 4일 : 경북체육중학교로 인가
- 1974년 5월 30일 : 현 교사로 이전
- 1975년 11월 14일 : 경북체육고등학교 설립인가(6학급)
- 1978년 2월 21일 : 본관 3층 완공 및 여학생 기숙사 신축
- 1979년 1월 9일 : 제1회 고등학교 졸업(남 48명, 여 15명 계 63명)
- 1981년 11월 18일 : 문교부 지정 체육과 연구학교 공개
- 1982년 3월 16일 : 체육관 준공
- 1983년 5월 10일 : 체육훈련장 준공(사격, 태권도, 트레이닝장)
- 1983년 9월 25일 : 실내훈련장 준공(복싱, 유도, 레슬링, 역도)
- 1984년 5월 10일 : 체육훈련장 준공 (유도, 레슬링, 복싱, 역도, 사격, 태권도, 트레이닝장) 건평 2,457m2
- 1993년 8월 5일 : 수영장 증축 준공식
- 2001년 9월 1일 : 고등학교 학칙 변경(3학급)
- 2010년 3월 1일 : 자율학교(학력향상중점학교), 학력향상 시범학교(고등학교)로 지정
- 2013년 3월 1일 : 연구학교(체육고등학교 진로탐색프로그램개발 고등학교)로 지정
- 2014년 2월 12일 : 졸업식(고등학교 제36회 77명) (총졸업생수 고등학교 2,673명)
- 2014년 3월 1일 : 연구학교(직업소양교육 고등학교)로 지정
- 2024년 1월 5일 : 중학교 제49회 38명 졸업식
- 2024년 1월 5일 : 고등학교 제46회 57명 졸업식
- 2024년 3월 1일 : 제20대 이성희 교장 취임
- 2024년 3월 4일 : 중학교 35명 입학식
- 2024년 3월 4일 : 고등학교 90명 입학식

## 설치 학과
- 체육과

## 참고 자료
- 경북체육고등학교 - 한국교육학술정보원 학교알리미